# 1030.
1030. je četrto desetletje v 11. stoletju med letoma 1030 in 1039. 